# بيدوباست الأول
بادي باستت الأول أو بادي باستت كان ملكًا في مصر القديمة حكم في صعيد مصر خلال القرن التاسع قبل الميلاد.

## السيرة الذاتية
استنادًا إلى التواريخ القمرية المعروفة التي تعود إلى عهد منافسه تاكيلوت الثاني في صعيد مصر، وحقيقة أن بادي باستت الأول ظهر لأول مرة كملك محلي في طيبة حوالي السنة الحادية عشرة من حكم هذا الملك الأخير، يُعتقد الآن أن تاريخ توليه الحكم كان إما عام 835 قبل الميلاد أو 824 قبل الميلاد.
يُسجل أن هذا الملك المحلي كان من أصول ليبية وحكم مصر لمدة 25 عامًا وفقًا لنسخة مانيتون التي كتبها يوسابيوس. أصبح ملكًا لأول مرة في طيبة في السنة الثامنة من حكم ششنق الثالث، وأعلى تاريخ معروف من حكمه هو السنة الثالثة والعشرون، كما ورد في نقش مقياس النيل رقم 29. تعادل هذه السنة السنة 31 من حكم ششنق الثالث في تانيس في الأسرة الثانية والعشرين؛ ومع ذلك، بما أن ششنق الثالث كان يسيطر فقط على مصر السفلى في منف ومنطقة الدلتا، لم يكن بادي باستت وششنق الثالث منافسين سياسيين وربما أقاما علاقة ودية. بالفعل، ابن ششنق الثالث، القائد العسكري "باشد باست ب"، بنى مدخلًا لباب الصرح العاشر في معبد الكرنك وسجل في النصوص التذكارية أن والده هو "[الملك] ششنق (الثالث)" ولكنه نسب هذه الأعمال إلى بادي باستت الأول. ربما يشير ذلك إلى دعم ضمني من قبل ششنق الثالث لفصيل بادي باستت.
كان بادي باستت الأول الخصم الرئيسي لـتاكيلوت الثاني ولاحقًا أوسركون ب من الأسرة الثالثة والعشرين التي حكمت من طيبة. أدى توليه السلطة إلى نشوب حرب أهلية طويلة في طيبة استمرت ما يقرب من ثلاثة عقود بين هذين الفصيلين المتنافسين. لكل فصيل كان هناك خط متنافس من كهنة آمون، حيث كان بادي باستت يدعمه حور سا إسيت ب الذي كان يشغل المنصب منذ السنة السادسة من حكم ششنق الثالث، ثم تاكيلوت هـ الذي تولى المنصب في السنة 23 من حكم بادي باستت الأول. كان أوسركون ب الخصم الرئيسي لبادي باستت وحور سا إسيت. وقد تم الإشارة إلى هذا الصراع بشكل غير مباشر في سجل الأمير أوسركون في الكرنك. خلفه في الحكم ششنق السادس.

## التمثال البرونزي لبادي باستت
الجزء العلوي الغني بالزخارف من تمثال برونزي كان يمثل بادي باستت الأول معروض الآن بشكل دائم في متحف كالوست غولبنكيان في لشبونة، البرتغال، ويُعتبر أحد أعظم روائع فن العصر الانتقالي الثالث في مصر.